# Diaspidiotus tillandsiae
Diaspidiotus tillandsiae är en insektsart som först beskrevs av Sadao Takagi och Tippins 1972.  Diaspidiotus tillandsiae ingår i släktet Diaspidiotus och familjen pansarsköldlöss. Inga underarter finns listade i Catalogue of Life.